# PSR B1620-26 b
PSR B1620-26 b és un planeta extrasolar localitzat aproximadament a 12.400 anys llum de la Terra en la constel·lació de l'Escorpió.